# Rolando de la Rosa
Rolando Adolfo de la Rosa Martínez (1952) es un artista mexicano dedicado a la pintura y la escultura. En los años ochenta fue censurado por el gobierno mexicano por su obra Virgen Marilyn, luego de una manifestación convocada por la iglesia católica y grupos fundamentalistas.